# Haroué
Haroué je francouzská obec v departementu Meurthe-et-Moselle v regionu Grand Est. V roce 2011 zde žilo 411 obyvatel.

## Vývoj počtu obyvatel
Počet obyvatel 